# Strelka (vattendrag i Vitryssland)
Strelka (ryska: Стрелка) är ett vattendrag i Belarus.   Det ligger i voblasten Homels voblast, i den sydöstra delen av landet, 290 km söder om huvudstaden Minsk.
I omgivningarna runt Strelka växer i huvudsak blandskog. Runt Strelka är det mycket glesbefolkat, med 5 invånare per kvadratkilometer.